# Disturbios de Ely y Littleport de 1816
Los disturbios de Ely y Littleport de 1816, también conocidos como los disturbios de Ely o los disturbios de Littleport, ocurrieron en Littleport, East Cambridgeshire, Reino Unido, entre el 22 y 24 de mayo de 1816. Su causa fue la alta tasa de desempleo y el aumento del precio del grano, así como el estado de malestar que sufría el país tras el final de las Guerras Napoleónicas.
La primera revuelta surgió en Littleport cuando un grupo de ciudadanos se reunió en The Globe Inn, una posada de la localidad. Estos, afectados por los efectos del alcohol, salieron del hostal y comenzaron a intimidar a otros residentes de la ciudad, exigiéndoles dinero y destruyendo sus propiedades. El motín se extendió hasta Ely, donde los magistrados intentaron calmar la situación al fijar un salario mínimo más alto y establecer ayudas para los pobres. Al día siguiente, una milicia de ciudadanos de Ely, alentados por el gobierno del conde de Liverpool, liderados por Sir Henry Dudley y respaldados por los Royal Dragoons —un regimiento de caballería del ejército británico—, acorraló a los vándalos. En el siguiente altercado, que se produjo en Littleport, un soldado resultó herido y un manifestante fue asesinado.
En 1800, el obispo de la Isla de Ely había designado a Edward Christian, hermano de Fletcher Christian, Juez Presidente de la región. Al ostentar ese cargo, le fue delegado el derecho de juzgar personalmente a los vándalos. No obstante, el gobierno, a través del ministro de interior Henry Addington, encomendó esta tarea a un comité creado exclusivamente para ello. Los rebeldes fueron enjuiciados en el tribunal de justicia de la localidad de Ely durante la primera semana de junio de 1816. Un total de veinticuatro personas —veintitrés hombres y una mujer— fueron condenados, cinco de los cuales fueron ahorcados a continuación. Estos disturbios y las consecuentes sentencias pudieron ser un factor clave en la aprobación por parte del gobierno de las actas parlamentarias de Vagrancy y Metropolitan Police, en 1824 y 1829, respectivamente.

## Antecedentes
En 1815, el gobierno incrementó los impuestos aplicados sobre el trigo y el grano importados desde otros países con el objetivo de cubrir los gastos de las Guerras Napoleónicas (1803-1815). También se designaron varias Poor Laws —como, por ejemplo, el sistema Speenhamland— cuyo fin era aliviar las dificultades financieras de las comunidades más pobres. No obstante, dichos sistemas hicieron que los sueldos de los trabajadores siguieran siendo bastante bajos, ya que los granjeros sabían que el gobierno complementaría su salario. El precio de los productos básicos, tales como el pan y los cereales, se desfasó propiciando el descontento social. Las familias a las que pertenecían los hombres que retornaban de la Batalla de Waterloo (1815) fueron las que salieron peor paradas, ya que la tasa de desempleo era alta. En una respuesta al cuestionario propuesto por el Board of Agriculture —el ministerio de agricultura británico— y que estuvo en circulación durante los meses de febrero, marzo y abril de 1816, uno de los que respondieron a él denunció que «las condiciones en las que trabajan los más pobres son deplorables, y su única causa es la falta de empleo; un empleo que están dispuestos a buscar pero que los agricultores no pueden permitirse ofrecer».
A principios del año 1816, un cuarto —equivalente a 254,01 kilogramos— de trigo costaba 52 chelines ingleses, en mayo, 72 y en diciembre, 103. En ese mismo periodo, los sueldos semanales promedio se mantuvieron congelados en entre ocho y nueve chelines. En 1815, el precio de una libra de pan era de cuatro chelines y se había previsto que subiera hasta los cinco.

## Disturbios

### Eventos precedentes
A principio del año 1816, hubo varios disturbios en los condados ingleses de West Suffolk, Norfolk y Cambridgeshire. Estos estallaron el 16 de mayo en las localidades de Bury St Edmunds y Brandon —en West Suffolk— y también en Hockwold cum Wilton, Feltwell y Norwich —estas, en Norfolk—.
La mañana del 20 de mayo, los que protestaban se reunieron en Southery, Norfolk. El grupo, en el que se encontraba Thomas Sindall, se desplazó desde Denver hasta Downham Market con el fin de reunirse con los magistrados en una reunión que se celebraba semanalmente en un pub conocido como The Crown. Sindall era la única persona cuya asistencia tanto a los disturbios de Downham Market como a los de Littleport era conocida con certeza. Los soldados de caballería lo mataron en Littleport. La muchedumbre —compuesta por 1500 personas, la mayoría hombres— sitió The Crown hasta que los magistrados decidieron dejar entrar a ocho de los sublevados para presentar sus peticiones, que consistían en tener trabajo y recibir dos chelines cada día. Los magistrados accedieron a estas exigencias, pero ya habían avisado a la caballería de Upwell, que llegó a las cinco de la tarde. Respaldado por las tropas, el reverendo Deringleyó la Riot Act en el mercado, lo que provocó enfrentamientos que no finalizaron hasta el comienzo de los arrestos.
En los juicios celebrados en el mes de agosto en Norfolk y Norwich se sentenció a muerte a un total de nueve hombres y seis mujeres. Trece de esas sentencias fueron conmutadas, mientras que dos de los sublevados de Downham, Daniel Harwood y Thomas Thody, fueron ahorcados en la tarde del 31 de agosto de 1816.

### Littleport

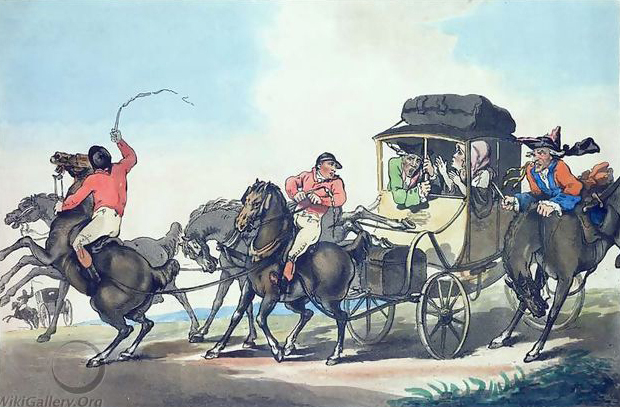
El tílburi —similar a este— en el que viajaba Hugh Robert Evans fue asaltado por William Beamiss el 22 de mayo de 1816. Beamiss fue posteriormente acusado por ello.
Cuadro de Thomas Rowlandson, 1785.

## Restablecimiento del orden

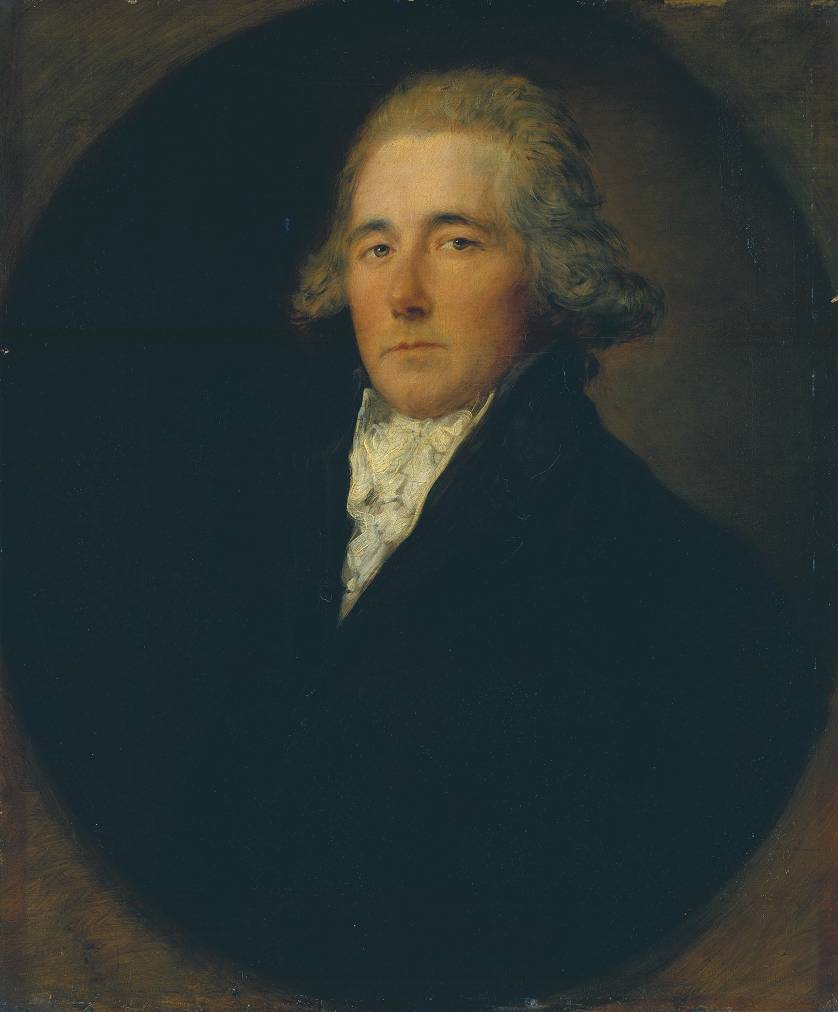
Sir Henry Bate-Dudley, bart., ordenó que las tropas rodearan a los vándalos el 24 de mayo de 1816 en Littleport.
Cuadro de Thomas Rowlandson, c. 1780.

### Ely

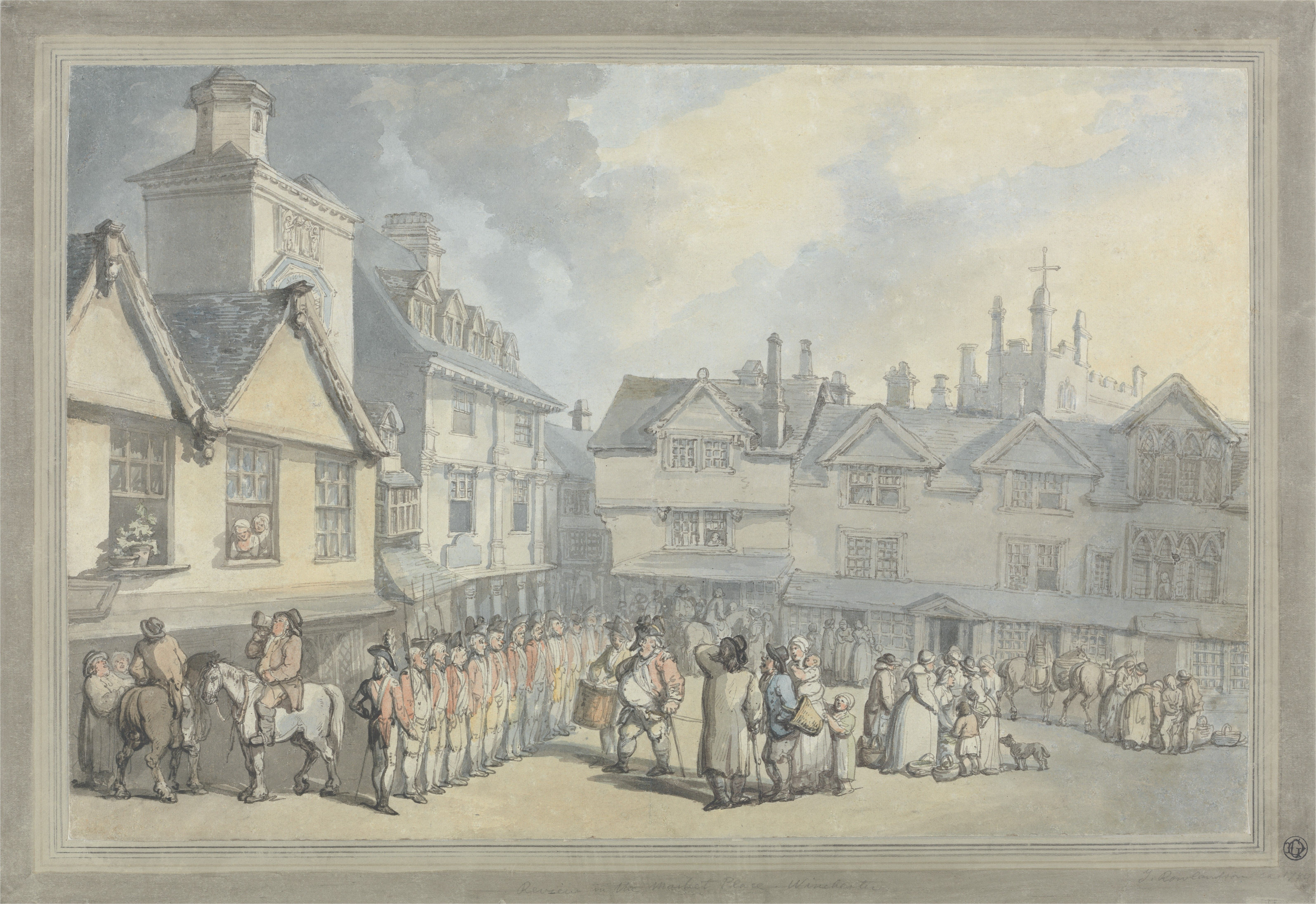
Un mercado —parecido al de Ely en 1816— donde los Royal Dragoons desfilaron el 24 de mayo de 1816.
Cuadro de Thomas Rowlandson, 1790.

Ely, cuya población según el censo del año 1811 era de 4249 personas, es una ciudad británica situada en el condado de Cambridgeshire. Se encuentra 15 millas —24 kilómetros— al noreste de Cambridge y a 67 mi —108 km— de Londres.

## Juicios
Los juicios de las 82 personas, 73 de las cuales estaban en prisión y cuatro bajo fianza, comenzaron el lunes 17 de junio de 1816 y se prolongaron hasta el siguiente sábado.

### Lunes
Poco después de las diez de la mañana, los tres jueces acudieron al tribunal, situado en la plaza del mercado, y leyeron la comisión especial. Tras la lectura del escrito, los jueces fueron a desayunar a la residencia del obispo. A continuación, llevaron a cabo una charla a la que acudieron los cincuenta habitantes más importantes de la localidad de Ely. El sermón, pronunciado por Henry Bate Dudley, declaraba que «la ley no había sido hecha para las personas correctas y que la cumplían, sino para aquellos que realizaran acciones ilegales y fueran desobedientes».
Tras la conclusión del servicio, a la una de la tarde aproximadamente, los jueces se reunieron; los miembros del Gran Jurado juraron el cargo y W. Dunn Gardner eligió al capataz. Gurney, Bolland y Richardson se encargaron de asesorar a la acusación, liderados por William Hobhouse, abogado de Hacienda. En lo que respecta a la defensa, Hunt se encargó de la de Jefferson, Wyebrow, Harley, Pricke, Cooper, Freeman y Jessop; Hart, por su parte, defendió a John Easey, Joseph Easey, Benton, Layton, Atkin, Hobbs y otro.
Justice Abbot se dirigió al jurado:

Caballeros del Gran Jurado — Habéis sido convocados extraordinariamente, y con las solemnidades presentes, como resultado de unas acciones escandalosas cometidas por unos particulares equivocados en esta localidad y su vecina más cercana, las cuales deben de estar frescas en vuestra memoria. Al contemplar la naturaleza de estas atrocidades, es imposible considerar sin encomio a los responsables de esas prontas y eficaces medidas mediante las cuales, tras varios días seguidos de avasallamiento, se consiguió reprimir el espíritu de tumulto y devastación.

### Sentencias
| Nombre                     | Edad        | Ocupación   | Localidad  | Condenas | Sentencia                   |
| -------------------------- | ----------- | ----------- | ---------- | -------- | --------------------------- |
| Beamis, William; el mayor  | 42          | Zapatero    | Littleport | 2        | Ejecutado                   |
| Crow, George               | 23          | Trabajador  | Littleport | 1        | Ejecutado                   |
| Dennis, John               | 32          | Tabernero   | Littleport | 3        | Ejecutado                   |
| Harley, Isaac; júnior      | 33          | Trabajador  | Littleport | 1        | Ejecutado                   |
| South, Thomas; el joven    | 22          | Trabajador  | Littleport | 2        | Ejecutado                   |
| Chevell, Aaron             | 28          | Trabajador  | Littleport | 2        | Encarcelado de por vida     |
| Easey, Joseph              | 35          | Trabajador  | Littleport | 1        | Encarcelado de por vida     |
| Jefferson, John            | 42          | Trabajador  | Littleport | 2        | Encarcelado de por vida     |
| Jessop, Richard            | 21          | Trabajador  | Littleport | 2        | Encarcelado de por vida     |
| Newell, James              | Desconocida | Trabajador  | Littleport | 1        | Encarcelado de por vida     |
| Rutter, Richard            | Desconocida | Trabajador  | Littleport | 1        | Encarcelado durante 14 años |
| Benton, Mark               | 60          | Trabajador  | Littleport | 1        | Encarcelado durante 7 años  |
| Easey, John                | 28          | Trabajador  | Littleport | 1        | Encarcelado durante 7 años  |
| Walker, John               | 30          | Trabajador  | Littleport | 1        | Encarcelado durante 7 años  |
| Atkin, William             | 28          | Carpintero  | Ely        | 2        | 12 meses                    |
| Beamiss, William; el joven | 18          | Zapatero    | Littleport | 2        | 12 meses                    |
| Butcher, Robert            | Desconocida | Trabajador  | Littleport | 1        | 12 meses                    |
| Cammell, James             | 32          | Trabajador  | Littleport | 1        | 12 meses                    |
| Cooper, John               | Desconocida | Desempleado | Ely        | 1        | 12 meses                    |
| Crabb, Robert              | 40          | Trabajador  | Littleport | 1        | 12 meses                    |
| Dann, William              | 43          | Trabajador  | Littleport | 1        | 12 meses                    |
| Hobbs, Sarah               | 24          | Trabajador  | Ely        | 1        | 12 meses                    |
| Layton, Aaron              | 25          | Albañil     | Ely        | 2        | 12 meses                    |
| Pricke, John               | Desconocida | Alfarero    | Ely        | 1        | 12 meses                    |

### Ejecución

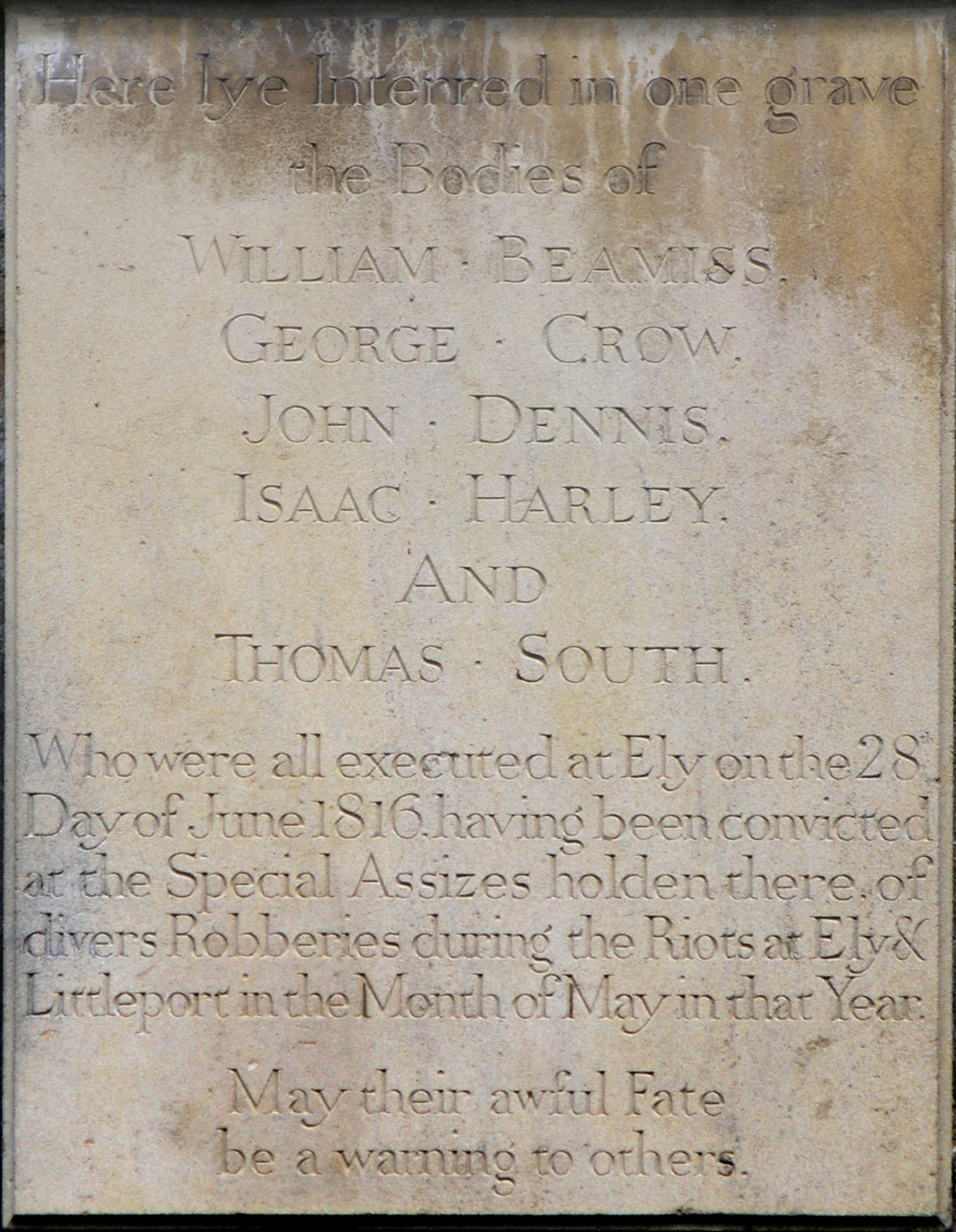
Placa conmemorativa de los cinco ejecutados el 28 de junio de 1816 situada en Ely.

El viernes 28 de junio de 1816 a las 9 de la mañana, los condenados —William Beamiss, George Crow, John Dennis, Isaac Harley y Thomas South— fueron conducidos desde el lugar en el que se encontraban encarcelados hasta el mercado de Ely en un carro de color negro tirado por caballos. Junto a ellos, en un tilburí alquilado, viajó el capellán del obispo, John Griffin. En referencia a los gastos totales realizados en el transporte de los sentenciados, que fueron de 5 libras esterlinas y 5 chelines ingleses, el alguacil F. Bagge dijo que «no tenían la fuerza suficiente para impulsar un carro y tuvieron que arrendar unos caballos».
Los hombres llegaron a las horcas hacia las 11 de la mañana y fueron colgados de ellas tras rezar junto a la multitud. Después de ese acto, se le dieron las cuerdas —cuyo precio era de una libra y cinco centavos— a Griffin, quien se las regaló a su mayordomo para que las vendiera. Los cuerpos fueron puestos en varios ataúdes y se expusieron en una casa de la calle Gaol, a la que varias personas acudieron para observarlos. Al día siguiente, fueron incinerados en la iglesia de Ely, luego de haber recibido la bendición por parte del vicario. En una de las torres de la iglesia en la que se llevó a cabo la incineración, el ayuntamiento puso una placa con el fin de avisar a los demás ciudadanos de que si seguían realizando actos de rebeldía inmorales, podrían ser ahorcados igual que los cinco condenados. El texto inscrito en la lámina terminaba diciendo que «ojalá su horrible suerte sea una advertencia para los demás habitantes». Esto sin embargo, no estaba escrito en la ley británica.
En el año 1816 hubo un total de 83 ejecutados en toda Inglaterra, de los cuales 80 eran hombres —incluyendo los de Littleport y Ely— y tres, mujeres.

## Secuela
Unos días después de la ejecución, los diez presos a los que les habían reducido sus condenas a doce meses de cárcel, fueron transportados a un barco-prisión que se encontraba encayado en Woolwich, a la orilla del río Thames. Estas embarcaciones se usaron como zonas de retención provisionales hasta que los convictos fueron finalmente trasladados a Australia. Los ciudadanos de Ely se reunieron en bastantes ocasiones con el fin de protestar por la aparente extensión de las condenas. Gracias a la intervención de los medios de comunicación —en especial los periódicos coetáneos—, los acusados volvieron a la cárcel de Ely.
El 3 de abril de 1816, el coronel teniente William Sorell fue elegido gobernador de la Tierra de Van Diemen, actualmente Tasmania, Australia. Sorell navegó hasta el lugar en el Sir William Bensley, el mismo barco en el que habían transportado anteriormente a los condenados. El viaje, que duró 156 días, comenzó en Inglaterra el 9 de octubre de 1816 y finalizó en Nueva Gales del Sur el 10 de marzo de 1817. Poco después de su llegada al lugar, partió hacia Hobart, lugar al que llegó el 8 de abril de ese mismo año. Allí, se nombró a sí mismo como el tercer gobernador teniente.
El reverendo John Vachell continuó siendo el vicario de la iglesia de St George, Littleport, hasta el año 1830. En ese momento, eligió a George Britton Jermyn, quien había sido sacerdote de la iglesia desde 1817, para sustituirle en el puesto. Durante los disturbios, se destruyeron varios registros de la iglesia. No obstante, se conservaron 1754 de bodas, 1756 de funerales y 1783 de bautizos. Además, los disturbios y los posteriores arrestos fueron probablemente un factor importante para la posterior aprobación por parte del Gobierno del acta parlamentaria de Vagrancy en 1824. Años más tarde, en 1829, a causa de las dificultades para reforzar la ley y de la incomodidad ciudadana, se creó el acta de Metropolitan Police. Esto dio paso a la primera fuerza de policía moderna.